# Europol
Europol hoặc cục Cảnh sát châu Âu là cơ quan Cảnh sát Liên minh Châu Âu, có trụ sở tại The Hague. Nó có mục đích phối hợp công việc của các cơ quan cảnh sát quốc gia trong lĩnh vực tội phạm có tổ chức xuyên quốc gia (OC) và thúc đẩy việc trao đổi thông tin giữa các sĩ quan cảnh sát quốc gia. Ý tưởng cơ bản của Europol là đưa ra các hiệp định song phương và đa phương như TREVI (Terrorisme, Radicalisme, Extremisme et Violence Internationale), Hiệp định Schengen và EDU (European Drug Unit). Các lĩnh vực công việc bao gồm chống khủng bố, đấu tranh chống lại và ngăn ngừa buôn bán vũ khí trái phép, buôn lậu ma túy, phương tiện khiêu dâm trẻ em và rửa tiền. Giám đốc Europol là Rob Wainwright, người Anh, từ tháng 5 năm 2009.
Kể từ ngày 1 tháng 1 năm 2010 Europol là một cơ quan của Liên minh châu Âu như OLAF, CEPOL và Eurojust. Ngôn ngữ chính thức của Europol là ngôn ngữ chính thức của Liên minh Châu Âu. Sự kết nối với các cơ quan thi hành luật pháp quốc gia diễn ra bởi các nhân viên liên lạc (gọi tắt là "ELOS" - Các nhân viên Liên lạc Europol). Các nhân viên kết nối này chịu sự giám sát pháp lý và dịch vụ của Bộ trưởng Bộ Tư pháp và Nội vụ của các nước thành viên Liên minh châu Âu. Các chi nhánh của Europol hiện có tại mọi quốc gia thành viên EU, hiện nay Văn phòng Quốc gia về Europol cho Cộng hòa Liên bang Đức được thành lập tại Cơ quan Cảnh sát Hình sự Liên bang. Về mặt nguyên tắc, ngoài một số trường hợp ngoại lệ, Europol có thể điều tra những tội ác đã xảy ra ở ít nhất hai nước thành viên EU và là một phần của danh mục thẩm quyền của EU.